# Rotterdam Alexander vasútállomás
Rotterdam Alexander vasútállomás vasútállomás Hollandiában, Rotterdam városában.

## Vasútvonalak
Az állomást az alábbi vasútvonalak érintik:
- Utrecht–Rotterdam-vasútvonal

## Kapcsolódó állomások
A vasútállomáshoz az alábbi állomások vannak a legközelebb:
- Capelle Schollevaar vasútállomás (Utrecht Centraal, Utrecht–Rotterdam-vasútvonal, kelet)
- Rotterdam Noord (Rotterdam Centraal, Utrecht–Rotterdam-vasútvonal, nyugat)